# Орацио Джентилески
Орàцио Лòми Джентилèски (на италиански: Orazio Lomi Gentileschi), известен само с фамилното име на майка си като Орацио Джентилески (* 9 юли 1563, Пиза (кръщение), Папска държава; † 7 февруари 1639, Лондон, Кралство Англия), е италиански художник.
Особено активен в Италия, Франция и Лондон, той е смятан за един от основните представители на Ранния натурализъм в римската сфера. Той е брат на художника Аурелио Ломи и баща на много по-известната Артемизия Джентилески, също художничка, една от най-важните от бароковия период на натуралистичната култура.

## Биография

### Ранни години в Пиза
Орацио Джентилески е роден в Пиза през юли 1563 г. Баща му Джован Батиста ди Бартоломео Ломи е флорентински художник, преместил се в Пиза – оттук и подписа му понякога като „флорентинец“. Фамилното име Джентилески е по майчина линия, а по бащина е Ломи (с Ломи дъщеря му Артемизия се подписва за известен период от живота си). Орацио има четирима по-големи братя – Винченцо, син от първия брак на баща му, който продължава златарското изкуство на баща си, Джулио, художниците Бачо и Аурелио, и три сестри – Лаура, Лукреция и Ливия. Брат му Бачо е особено активен през втората половина на 16 век в Пиза, където има собствена работилница между 70-те и 80-те години; той е този, който насочва двамата братя Аурелио и Орацио към живописта.
Когато баща му умира през 1576 г., семейството изпада във финансови затруднения: Бачо продължава своята живописна дейност в Тоскана, докато Аурелио и Орацио отиват в Рим, където първият остава малко повече от година, преди да поеме към Флоренция и след това да се върне окончателно в Пиза, докато вторият, след около осем години на връщане във и заминаване от родния си град, към който винаги е бил привързан, избира да остане в Рим, където намира своя късмет.

### Години в Рим (1576 – 1612)

#### Юношески произведения
На 13-годишна възраст Орацио е в Рим по време на папството на Григорий XIII, макар че Джовани Бальоне в своите Жития на художниците отбелязва стабилното му присъствие едва при следващия папа Сикст V.
Орацио живее при вуйчо си, който е капитан на гвардията на Кастел Сант'Анджело, от когото решава да вземе фамилното име Джентилески.
Първите му декоративни изяви са последното издихание на Маниеризма. Между 1587 и 1588 г., на около 26-годишна възраст, той работи в Сикстинската зала на Ватиканската библиотека и изглежда, че е работил като златар, реализирайки през 1593 г. медальоните на Климент VIII, от когото получава 540 дуката за това. Едва през 1590 г. рисува стенопис в църквата „Санта Мария Маджоре“, изобразяваща Представянето в храма, докато в трансепта на Сан Джовани ин Латерано рисува Свети Тадей. В тези две произведения може да се види, че дори да е зрял, Орацио все още няма свой собствен стил. С тези творби започва дейността му.
През 1595 г. той получава поръчка от кардинал Маркус Зитикус фон Хоенемс за картините на катафалката на църквата „Санта Мария ин Трастевере“. През 1596 г. художникът рисува Обръщането на Савел за църквата „Сан Паоло фуори ле Мура“ – голяма динамична и претъпкана с различни фигури композиция. Унищожената през 1823 г. композиция е известна само от гравюра от 1610 г. на Жак Кало и от описанието на Бальоне в неговия текст.
Между 1597 и 1599 г. творецът отново получава поръчки от кардинал фон Хоенемс, който го моли за стенописни декорации за бенедиктинското абатство Фарфа в Риети, за което той изпълнява цикли в три параклиса и двете олтарни картини Мъченичеството на св. св. Петър и Павел и Триумфът на Света Урсула.
Към същия период се отнасят и други обществено поръчки, включително фреските за църквата „Сан Джовани дей Фиорентини“ и други, споменати отново от Бальоне и днес загубени, направени за кардинал Пиетро Алдобрандини в апсидата на църквата „Сан Никола ин Карчере“ в Рим. Сред първите му произведения за лична употреба пък са Мадоната с Младенеца и св. св. Франциск и Себастиан (днес във Фондация „Спестовна каса на Пиза“).

#### Среща с Караваджо
В началото на 17 век Орацио Джентилески живее близо до църквата „Сан Лоренцо ин Лучина“ в Рим със съпругата си, сестра си Лукреция и голямо потомство, от което оживяват само трима сина и най-голямата му и единствена дъщеря Артемизия.
Срещата му с Караваджо в началото на XVII век коренно променя живописта му, а вероятно и живота му. Отношенията му с него са много близки, създавайки връзки не само по отношение на работата, но и на живота, до степен дори да споделя през 1603 г. жалбата на художника Джовани Бальоне, с когото не са в добри отношения поради лична конкуренция, който я повдига и към Онорио Лонги и Филипо Трисени, виновни за разпространението на брошура с обидни и клеветнически стихотворения срещу него. През същата година Караваджо и Джентилески са в съда поради тези причини и впоследствие в един и същ затвор, за да изтърпят наложеното им наказание.
От 1600 до 1603 г. Орацио усърдно посещава Караваджо, като те си разменят работни инструменти. Такъв случай е францисканско расо, което Орацио заема на Караваджо – вероятно изобразеното на двете платна Свети Франциск в размисъл от Караваджо (едното в Галерията на Палацо Барберини, а другото в църквата „Санта Мария дела Кончеционе“ в Рим). Съвременни на тези две платна са трите платна със същия светец, но този път подкрепен от ангел, нарисуван от Орацио Джентилески (едно днес в Бостънския музей, от около 1600 г., другото в Хюстънския музей, от около 1601 г., и третото в музея Прадо в Мадрид, от 1603 г.). Тези платна са в ясна хармония с караваджисткия натурализъм и по-тясно с редакциите, които Караваджо прави в края на 16 век на двете платна за колекцията на банкера Отавио Коста. Въпросните три платна на Орацио постановяват окончателното изоставяне на Късната маниеристична живопис в полза на такава със сюжети, взети от живота.

#### Успехи на ранната зрялост
Започвайки от втората половина на първото десетилетие на 17 век, Орацио създава поредица от публични и частни творби, които утвърждават ролята му в града. През 1605 г. той завършва олтарната картина Обрязването на Исус за параклиса на семейство Напи в църквата „Джезу“ в Анкона (днес в Градската пинакотека), за което му плащат много висока сума от 303 скуди. Чрез застъпничеството на кардинал Пиетро Алдобрандини той изпълнява за Савойците Успение Богородично за църквата „Санта Мария ал Монте дей Капучини“ в Торино.
През 1607 г. за Параклис „Олджати“ в църквата „Санта Мария дела Паче“, за богатия банкер Сетимио, собственик на благородническата едикула, той изпълнява олтарната картина Кръщение Христово и три фрескови сцени с Истории на Кръстителя в подарката – произведения, които са доказателство за това как Джентилески през годините на артистичния си разцвет гледа към Анибале Карачи – друг велик майстор на живописта от онези години в Рим.
Изкачването до Голгота, днес във Виена, датира от същата година. Нейната оригинална поръчка е неизвестна, но става известна през 18 век, когато става част от Колекция „Албани“, и Света Цецилия и св. св. Тибурций и Валериан, сега в Брера в Милано, но първоначално замислена за църквата „Санта Чечилия“ в Комо, изпълнена чрез посредничеството на кардинал Паоло Емилио Сфондрати. В последната творба е представен моментът на брака на Цецилия с Валериан, когато им се явява ангел и ги обръща в християнската религия; ангелът носи със себе си корона от цветя и върбата на мъченичеството, което предвещава жертвоприношението на героите: споменът за Караваджо в тази творба е много силен, което може да се види в ангела с неговия начин на слизане отгоре, в неговата бяла мантия, в зелената драперия, поставена в горната част на платното, и в използваната от художника пластична яркост.
На следващата година обаче Орацио работи върху Давид, който побеждава Голиат (сега в Националната галерия в Дъблин) и върху Архангел Михаил, който побеждава дявола за църквата „Сантисимо Салваторе“ във Фарнезе. Между 1608 и 1609 г. различни произведения, поръчани на Орацио, са създадени в сътрудничество с дъщеря му Артемизия, която вече демонстрира таланта си от 15-годишна възраст. Двамата опитват силите си в различни редакции на някои картинни сюжети, които стават крайъгълни камъни на съответните им художествени каталози, като Юдит и Олоферн, Юдит и слугинята и Умиращата Клеопатра. Една от тези картини е дарена на Козимо II де Медичи през 1615 г. и тя се радва на особена похвала (както за работата, така и заради художника) в писмо от 17 януари 1615 г. на поета Николо Таси до Галилео Галилей. През 1611 г. Галилей, в Рим за представянето на научните си открития, чрез Чиголи влиза в контакт с Джентилески и хвали и дъщеря му Артемизия, след като тя се установява във Флоренция.
През 1610 г. Орацио завършва друго платно с Давид и Голиат, с библейския герой, съзерцаващ главата на гиганта. То е собственост на сев. Верали и след това преминава в Колекция „Спада“ чрез зестра и завещания, а днес е в Галерия „Спада“ в Рим. Това платно напомня предишно такова на Караваджо, по-специално в главата на Голиат. Тук обаче тя не е поставена на преден план, както е при Караваджо: Джентилески не я поставя като трофей, а на заден план на място, където светлината не достига; това прави главата размазана в сравнение с Давид, докато последният е пронизан напълно от светлината, с лице, намръщено и почти отвратено от смъртта, който, макар и победоносен, изглежда засрамен от своя успех, където държи почти скрито оръжието, с което е убил Голиат, дотолкова че не се осветява, но остава идеално в сянка.
Между 1609 и 1610 г. са документирани контактите на Орацио с Херцога на Мантуа, за когото той създава Мадоната с Младенеца (може би тази в Галерия „Контини-Бонакоси“). От този период датира и връзката с наскоро пристигналия в Рим ландшафтен архитект Агостино Таси, с когото рисува фреските както за зала в реновирания дворец Квиринале, така и за лоджията на казиното в двореца Монтекавало (по онова време собственост на Боргезе, а сега известен като Дворец „Палавичини Роспильози“). Двамата художници се оказват сътрудници и в двата случая за могъщия кардинал Сципион Кафарели-Боргезе. Лоджията на Казино деле Музе е поръчана в началото на 1611 г., а работата започва на 13 септември: това е представяне на музикален концерт с Аполон и девет музи, където Таси трябва да се погрижи за фалшивата архитектура и за пейзажите на люнетите, а Джентилески – за фресковите фигури. Това е една от най-престижните поръчки, получени от Орацио до този момент, за която той получава различни вноски за плащане, които продължават до 15 декември 1612 г. В тази фаза той влиза в контакт с Таси и с интенданта на Апостолическата камара, както и с контрольора на строителната площадка Козимо Куорли, който често и охотно се отбива в къщата на художника след работа, за да вечеря и да изчислява разходите и печалбите.
След това Джентилески прави окончателната стилистична стъпка напред с трета версия на Свети Франциск, поддържан от ангел, т.е. версията, която в момента се намира в галерията на двореца Барберини в Рим. Тя е изпълнена през 1612 г. за религиозното лице Орацио Грифи, свързан с конгрегацията „Сан Джироламо ала Карита“, който влиза в контакт с художника чрез посредничеството на кардинал Пиетро Алдобрандини.
През първото десетилетие на века Орацио става особено уважаван художник в Рим, търсен както за произведения за лична употреба, от кардинали и местни аристократи, така и за създаване на олтарни образи за обществени сгради. Той създава процъфтяваща работилница с голям брой сътрудници, които му помагат за многобройните поръчки. Сред тях е и Агостино Таси, с когото отношенията първоначално са добри, но след това се влошават още по време на работата в Казино деле Музе, тъй като въпреки че двамата си сътрудничат на строителната площадка, всъщност ролята на директор е поверена на Таси, а не на Орацио, който се възмущава от това. Връзката между двамата е напълно прекъсната след като Таси изнасилва дъщеря му Артемизия, което кара Орацио да промени хоризонтите си, за да намери малко спокойствие.

#### Изнасилване на Артемизия
Обвинението, по което е виновен Агостино Таси, е сексуалното посегателство срещу тогава 18-годишната Артемизия Джентилески на 6 май 1611 г. – година преди жалбата от 1612 г., преди цикъла „Музата на Боргезе“. Таси, който си сътрудничи с Орацио и често посещава къщата му, е единственият, на когото е позволено да вижда Артемизия в отсъствието на баща ѝ, тъй като той отговаря за художественото ѝ обучение през онези години.
Историята е пазена в тайна дълго време. Когато Джентилески най-накрая решава да подаде жалба, събитието предизвиква множество слухове, дотолкова че на няколко пъти процесът се превръща в инструмент за оклеветяване на Артемизия, която, гледана с подозрение, че не е съобщила незабавно за престъплението, се смята за съгласна с акта от общественото мнение. Осем месеца след инцидента, през 1612 г. Орацио Джентилески е призован отново в съда в Рим, този път не като обвиняем, а като свидетел по обвинението срещу своя колега.
Междувременно той се опитма да поправи семейната драма по най-добрия начин, опитвайки се да накара дъщеря си да продължи напред: в първия случай пише писмо до Великата херцогиня на Тоскана Мария Кристина Лотарингска, като я моли да повика Артемизия при себе си и да изпробва нейните живописни умения, а впоследствие организира брака ѝ със скромния художник Пиерантонио Стиатези, брат на адвоката, който ги защитава в съда. Процесът продължава от февруари до 27 ноември 1612 г. и завършва с осъждането на Таси на пет години принудителен труд или вечно прогонване от Рим (решение, избрано от подсъдимия, но което всъщност никога не е приложено напълно). Всичко това се материализира в краткосрочен план и затова Артемизия заминава за Флоренция на 13 декември, където дава началото на своята процъфтяваща кариера. Орацио вместо това, след един първоначален момент, в който продължава да работи за римската среда и околности, също напуска града, без да върне вече.

#### Поръчки от Принца на Албано Лациале
През 1613 г. Орацио е на служба на принц Паоло Савели в Албано Лациале. Древните описи на семейството записват около дузина негови произведения, в големи или малки формати върху мед в Колекция „Савели“, включително Мадони, светци и Юдити, които обаче не са идентифицирани от критиците: единствените идентифицирани произведения са Трънният венец, днес в Брауншвайг, и олтарната картина Св. Франциск, който получава стигматите за семейния параклис на църквата „Сан Силвестро ин Капите“ в Рим, третото публично произведение в Рим след Обръщането на Св. Павел (унищожено през 1823 г.) и Кръщение Христово. Свирачката на лютня (днес в Националната галерия във Вашингтон), спомената за първи път в акт за продажба от 1697 г. на антикваря Джироламо Каваца в Болоня – градът, където Савели имат силни връзки, също може да бъде част от колекцията.
Въпреки че не остава дълго при принцовете на Албано, Орацио все пак поддържа отлични отношения със семейството (които по-късно има и дъщеря му Артемизия), така че получава поръчки от тях дори след заминаването си от града.

### Преместване във Фабриано (1613 – 1619)
| Каещата се Магдалена (1615), Църква „Санта Мария Магдалена“ Фабриано |  | Разпъване на кръст (1618), Катедрала на Фабриано |
| Каещата се Магдалена (1615), Църква „Санта Мария Магдалена“ Фабриано |  | Разпъване на кръст (1618), Катедрала на Фабриано |

В края на 1613 г. Орацио отива във Фабриано, където не се установява стабилно, а продължава да пътува между Албано Лациале и Рим. Във Фабриано създава цели пет олтарни образа за местните църкви и два цикъла стенописи. Между 1615 и 1618 г. завършва циклите за параклиса Валемани в катедралата „Сан Венанцио“ със сцени от Страстите Христови (Улавянето и Молитвата в Гетсманиската градина на двете странични стени, Бичуването, Вечният с херувими и „Трънният венец в подарковите отделения), както и голямото централно платно с Разпятието. Каещата се Магдалена, нарисувана за едноименния ораторий, се отнася до същия период на годината – произведение със силна емоционална интензивност, в което според някои съвременни критици изобразената фигура може да се идентифицира с тази на неговата дъщеря Артемизия.
Шедьовърът от този период по всяка вероятност е Мадоната с Младенеца със Света Франческа Романа (т. нар. Мадона Розеи), завършена за църквата „Санта Катерина Мартире“, днес в Националната галерия на Марке в Урбино.
Също от този период са Мадона дел Розарио за църквата „Санта Лучия“, сега в Градската пинакотека на Фабриано, Свети Карло Боромео, съзерцаващ инструментите на Страстта за църквата „Сан Бенедето“, където в подарковата част са изписани в три отделения също толкова Истории от живота на светеца и двете редакции на Света Цецилия с ангела, първата от които е завършена за манастира „Сан Франческо“ в Тоди, а втората е поръчана от Натале Рондинини, член на титулярната конгрегация на базиликата на светицата в Рим. Последната работа, днес в Националта галерия във Вашингтон, е оставена недовършена от Джентилески и е завършена по-късно от Джовани Ланфранко. Същата съдба има и последната му творба, създадена във Фабриано – Свети Карло Боромео в молитва за спиране на чумата за едноименния параклис в катедралата, където съавтор е художникът Джовани Франческо Гуериери, завършил централното тяло на композицията с фигурата на светеца
Не се знаят причините, поради които създаването на тези последни произведения е внезапно прекъснато. Най-вероятната хипотеза е, че Орацио напуска Централна Италия, за да се премести другаде.
Още от годините, в които при принц Савели, Джентилески се опитва да си осигури някои големи поръчки в престижен двор,. Те обаче не се конкретизират, като тези от 1617 г. във Венеция за Двореца на дожите или тези от 1619 г. за Франческо Мария II дела Ровере, за да получи позиции в Пезаро. През 1620 г. Орацио е регистриран в Рим с надеждата да получи така очакваното повикване от Медичите от Флоренция, където междувременно дъщеря му е намерила пътя си. Това не се осъществява поради не съвсем положителната обратна връзка, която художникът получава около 1615 г. от посланика на Медичите в Рим Пиеро Гучардини. Гуачардини, след известен първоначален интерес на Козимо II към картината на Орацио, казва, че неговите произведения, както всички натуралистични такива, са ограничени до изпълнението на една фигура, без да постигат конкретни стилистични цели за по-натоварените сцени. През 1620 г. Артемизия също се завръща в Рим; отношенията ѝ с баща ѝ и с брат ѝ Джулио са се влошили още по време на флорентинския ѝ престой, тъй като тогава става известно за връзката ѝ с друг мъж, докато съпругът ѝ пилее зестрата ѝ.
Не намирайки благосклонността на римската среда, сега по-внимателна към емилианските художници като Гуерчино, Доменикино и Ланфранко, през 1621 г. Орацио успява да намери знатен клиент чак в Генуа, където е поканен от патриция Джовани Антонио Саули.

### Престой в Генуа (1621 – 1624)
Между 1621 и 1624 г. той е в Генуа като гост на Джовани Антонио Саули, богат банкер и племенник на кардинала на Генуа, за когото създава три творби за колекцията му, които остават там до края на 18 век, преди тя да бъде разпръсната. Инвентаризирани се Каещата се Магдалена (днес в частна колекция), Лот и дъщерите му и известната Даная (днес и двете в Музея „Гети“ в Лос Анджелис).

Дейността на Джентилески в Генуа е активна, като той намира клиенти освен в Саули и в семействата Джентиле, Камбиазо и Дория. Поради тази причина копията на картините, които той рисува през тези години, са многобройни, включително и творбите за Саули, за да задоволят възможно най-много исканията, отправени към него. Сред тях най-известният е това на Лот и дъщерите му, изпратен през 1623 г. до Карл Емануил I Савойски в Торино с цел отново да спечели на своя страна голям двор, за който да работи. В писмото, придружаващо платното, Джентилески споменава и друга творба, която се кани да изпрати на херцога, а именно Благовещение, сега в Галерия Сабауда в Торино. Това последно платно представлява синтеза на стила на художника, където се смесват стари и древни проучвания, възхищението му от Караваджо, елегантната култура на тосканците, които оживяват тук в аристократичната красота на Девата с нейния едва споменат жест на подчинение на волята на божественото, и фламандската култура, която обикновено предава всичко в детайли и която тук оживява в представянето на неоправеното легло. От тази творба, – шедьовър на втората зрялост на Джентилески, той прави малко по-малко копие около 1624 г., поръчано от девера на Джовани Антонио Саули, Алесандро Грималди Себа, и предназначено за семейния параклис в църквата „Сан Сиро“ в Генуа.
Благородникът Пиетро Мария Джентиле също е поръчител на няколко картини на Орацио, както и купувач на други вече завършени. Най-малко две платна се отнасят към първата група – Юдит със слугинята (днес в Хартфорд) и Жертвата на Исак (днес в галерията на Палацо „Спинола“ в Генуа, чиято фигура много прилича на тази на модела, който се появява още през 1612 г. като тема на Свети Йероним). Втората група най-вероятно се отнася до продажбата на произведение, което художникът има със себе си в работилницата си още от 1612 г., преди да напусне Рим – Клеопатра, която фигурира преди 1640 г. в колекциите на благородника от Генуа, докато днес е в частна миланска колекция, макар че критиците са разделени дали да го припишат на Орацио или на дъщеря му Артемизия.
В онези години Орацио прави няколко копия на Юдит, включително една за колекцията на генуезката фамилия Камбиасо, днес във Ватиканската пинакотека. Семейството също притежава няколко творби на художника, много от които не могат да бъдат проследени днес, като Давид с главата на Голиат и Свети Себастиан. Докато Цигуларката е идентифицирана с тази, която през 1805 г. е преотсъпена на шотландския художник и търговец Андрю Уилсън, а днес е в Художествения институт в Детройт.
Сред най-забележителните поръчки от годините в Генуа са циклите с фрески с Истории от Стария завет, поръчани от банкера Маркантонио Дория за неговото казино в Сампиердарена. Още през 1605 г. мъжът се обръща към Караваджо за украсата на лоджията, чиято последна творба Мъченичеството на Света Урсула притежава в колекцията си. След неговия отказ той се обръща към Батистело Карачоло, който изпълнява само Историята на Авраам, а след това – към Орацио Джентилески, който ги завършва до 1624 г. със завършването на най-малко девет цикъла с герои, сцени от Живота на Яков и други религиозни теми. От цялата работа вероятно най-важният цикъл от стенописи на Джентилески вече няма следа, тъй като лоджията е разрушена в края на 18 век.
През 1624 г. Орацио най-накрая получава дългоочакваната престижна покана: Мария де Медичи го вика в двора на кралицата на Франция, където той отива скоро.

### В служба на френския двор (1624 – 1626)
Между лятото и есента на 1624 г. творецът отива в Париж. Мария де Медичи е събрала около себе си многобройни художници от тоскански произход, внасяйки новостите на италианската живопис в Северна Европа. Културен и просветен суверен, тя събира около себе си множество произведения на изкуството от най-забележителните художници на времето, от Рубенс до Ван Дайк, от Бальоне до Орацио Джентилески. Караваджизмът има в лицето на Валантен дьо Булон и Жорж дьо Ла Тур двама от най-важните представители на този нов изобразителен метод във Франция, но тези, които са повлияни повече от другите от работата на Джентилески, са нидерландските художници.
Въпреки това само една творба остава сигурна за ангажимента му към кралицата на Франция – Публична Фелицита, сега в Лувъра. Платното е поръчано през 1624 г., за да украси полицата над камината в преддверието на кралицата в Люксембургския дворец.
През есента на 1626 г. Орацио напуска Париж, за да се премести в Лондон. Художникът вероятно си тръгва, защото не се чувства добре във Франция, според някои критици от 18 век също поради нрава му. Какво всъщност се случва не е известно, но по повод последвалия отказ на Гуидо Рени да отиде във Франция кардинал Бернардино Спада в писмо от 1629 г. до Франческо Барберини, обяснява случилото се, като мотивира, че „... може би той все още е уплашен от някого с примера на художника Джентилеско..., че в чужда страна може да го обземе завист и подражание на други художници...“

### Престой в Лондон (1626 – 1639)

#### Кралски поръчки
През 1626 г. Орацио отива на служба при Чарлз I с тримата си синове Франческо, Марко и Джулио. Художникът има първи контакт с британския двор около 1625 г. по повод едно от многото церемониални събития, проведени в Люксембургския дворец на Мария де Медичи, когато херцог Джеймс I Стюарт (баща на Чарлз I), съгласявайки се с кралицата за прехвърляне в английската столица на художника, веднага се снабдяа с две платна на Джентилески. Творбите са идентифицирани с Каещата се Магдалена (нарисувана от картона с чернова на Магдалена Саули от Генуа) и с Почивка при бягство в Египет (повтаряна в няколко версии, една от които е в Лувъра), която ще бъде изпратена от Париж до Лондон (днес и двете в Музея на истрията на изкуството във Виена).
След като се установява в Англия, Орацио изпълнява други творби за кралската колекция, включително Намирането на Мойсей от 1630 г. (преди това в Куинс Хаус, а днес в частната колекция на замъка Хауърд в Йорк, съхранявана в Националната галерия в Лондон, от която прави копие с вариации върху същата чернова, за испанския крал Филип IV, днес в Прадо в Мадрид), Осмяният Христос (днес в Националната галерия в Мелбърн), Свети Йосиф и съпругата на Путифар (сега в кралските колекции в Хамптън Корт ) и Лот и дъщерите му (тема, рисувана по минали модели, преди в Куинс Хаус, а днес в Музея за изящни изкуства, Билбао).
Последните няколко години в Лондон обаче не са съвсем щастливи за художника, който влиза в конфликт с кръгове, близки до краля, преди всичко с архитекта и артистичен консултант Балтазар Гербиер, който подстрекава и се съревновава с цялото семейство Джентилески (което дори води до лишаване от свобода на тримата му сина за дългове или напразни кавги). Орацио също многократно трябва да прикрива и оправдава провалите на синовете си, които са с него в двора като агенти и със задачата да придобиват произведения за колекцията на Бъкингам от пазарите на изкуство. Влошаваща ситуацията е и липсата на интерес на краля към живописта на Джентилески, предпочитайки други фламандски художници, с които Орацио силно се конкурира, като Герит ван Хонтхорст (макар и двамата да са приятели от римските години), Рубенс и най-вече Ван Дайк, избран за художник на кралския дом.
Джентилески, въпреки че живее със заплата от 100 паунда годишно, е недоволен от отношението, запазено за него, така че поисква от краля да получи липсващите суми, за да може да напусне страната. В същото време той информира Фердинандо II де Медичи в Тоскана за намерението си да се върне в родината си и го пита дали може да работи за него през последните няколко години от живота му. Художникът също е в контакт с банкера Саули от Генуа, с когото многократно се опитва да намери бизнес възможности или икономическа печалба за картини, изпълнени и никога не платени от лигурийския търговец.

#### Последни години
С приблизително тринадесет години дейност в Лондон завършените творби на Орацио не надвишават тридесет: девет за Куинс Хаус в Гринуич, които са собственост на кралица Хенриета Мария Бурбон-Френска, съпруга на Чарлз I и дъщеря на Мария де Медичи, и човек, който, за разлика от съпруга си, оценява качествата на художника, и още единадесет кавалетни. Само една картина – маслени бои върху панел, има „честта“ да бъде поставена в двореца на Чарлз I в Уайтхол: според древните описи творбата изобразява „жена с гола лява гърда и с дясна гърда покрита с края на ризата“ Въпросната творба обаче изчезва около 1930 г. и днес е идентифицирана, без единодушното съгласие от критиците, с Глава на жена от частна колекция.
Последната творба, която той създава за английския крал, е структурирано платно за украса на тавана на зала в Куинс Хаус, почти единадесет на девет метра, което в центъра си има Мирът, заобиколен от либералните изкуства, докато около него има четири правоъгълника с деветте музи и в ъглите олицетворенията на четирите изкуства – живопис, скулптура, архитектура и музика. Картината, създадена между 1638 и 1639 г. и днес в английските кралски колекции, е платена добрие с 420 паунда и според някои критици е щяла да бъде завършена с помощта на дъщеря му Артемизия, която междувременно се присъединява към баща си в онези години от Неапол, където живее.

#### Смърт
Орацио Джентилески умира на 7 февруари 1639 г. в Лондон, без изобщо да може да се върне в Италия. Преди да умре, той прави устно завещание, в което оставя по-голямата част от наследството си на сина си Джулио, който според художника е най-малко способен да живее самостоятелно, след което друга част от наследството, малко по-малка от първата, е дадена на Франческо и накрая, минимална част е дадена на Марко, който е смятан за неблагодарен и който му е предизвика грижи и разходи. Артемизия дори не е спомената в завещанието; след смъртта на баща си тя остава в Лондон за няколко години, за да изпълни някои поръчки и след това се завръща окончателно в Неапол, където остава до смъртта си.

## Стил
Джентилески не е пасивно възпроизвеждащ иновациите на Караваджо. Всъщност неговата живопис развива автономна версия на ломбардската живопис, сливайки в работата му яркостта и подобните на Караваджо форми на Тосканския маниеризъм с тези на римско-ломбардския натурализъм на Караваджо. Биографите от онова време обаче никога не споменават Джентилески като един от последователите на Караваджо, въпреки че той всъщност е един от първите му последователи заедно с Джовани Бальоне
До срещата му с Караваджо творбите му все още са засегнати от типичния тоскански маниеризъм от края на 16 век. След запознаване с живописта на Караваджо стилът на Орацио напълно се променя. Двата варианта на Свети Франциск поддържан от ангел (едната в Бостън, а другата в Мадрид) от 1600-1603 г. свидетелстват за тази промяна в курса: от базиран на Тоскана Късен маниеризъм към Натурализъм, където картината и моделите са взети от живота, редактирани чрез мека светлина под въздействието на яркостта на Караваджо. Изобразителната техника очевидно се различава от тази на Караваджо – докато Караваджо не си служи с рисунка, то Орацио, като добър тосканец, използва да очертае композицията, която трябва да бъде нарисувана, преди да оцвети присъстващите в нея фигури.
От показанията на хора, близки до художника, депозирани по повод делото, заведено от Бальоне, излизат някои имена на жени, позирали за художника за някои картини, идентифицирани от критиците с различните Мадони с Младенеца, направени между 1604 и 1609 г. Това са хора, много близки до Орацио: перачката Маргарита може да бъде идентифицирана с платното от около 1604 г. днес в Националната галерия на Палацо Корсини в Рим, докато Костанца Чеули и нейният син, само на няколко месеца, са изобразени на двете платна, от които първото сега е в частна колекция, а второто е в Националния музей на Букурещ. Освен това има и други герои от бедния и народен Рим на века, които служат за модели на Орацио, през повечето време възнаграждавани с малко пари или с квартира и храна, като някой си Джован Пиетро Моли, бръснарят Бернардио Франки и други. Фигурата на Моли е изобразена на двете платна със Свети Геролам (едното днес в Торино, а другото в Колекция „Кьоликер“ в Милано, и двете датирани около 1611 г.), за да се появи отново десет години по-късно също в Жертвоприношението на Исак в Галерия „Спинола“ в Генуа. Според други свидетелства и дъщеря му Артемизия е позирала гола за изобразяването на няколко Клеопатри или за тези на Юдит. Не е известно дали това е само ход за дискредитиране на Артемизия по повод съдебния процес за нейното изнасилване или не, но Орацио кара истински голи жени да позират за картините му с Клеопатра и Даная и всичко това предизвиква голямо вълнение в Рим в началото на 17 век.
С трите редакции на Свети Франциск и с платното Света Цецилия и светците Тибурций и Валериано се появява елемент, отличителен в художествения стил на художника, а именно ангелът с разтворени крила – особено ценна фигура по отношение на стила и техниката, който става модел и за други по-късни и съвременни художници.
Изглежда, че чиракуването на Орацио е много дълго, дотолкова че живописта му е замислена по много бавен и методичен начин. За по-сложните произведения той използва подготвителни картони, като например за циклите с Музите за Казино Боргезе.
Една първа негова повратна точка е в творбите между поръчките на Савели и периода в Марке, по-специално със Свирещата на лютня, днес във Вашингтон, благодарение на което още през 1674 г. биографът Рафаеле Сопрани казва за него, че неговият нов стил е „добре дошъл“ не само в Рим: много желан във всеки град на Италия“. Жената е изобразена на картината от реалността и това се доказва от факта, че тя се появява в други съвременни композиции, вероятно отново част от Колекция „Савели“, тъй като някои от тях включват музикални теми – тема по вкуса на клиента, като например Мадоната с Младенеца от Музея „Фог“ в Кеймбридж, Света Цецилия на спинет от Националната галерия на Умбрия, Магдалената в краката на Христос в Разпятието от Фабриано или Мадоната на платното с Младенеца и Света Франческа Романа от Националната галерия на Марке, в която в последната откриваме поетиката на Кореджо, постигната от Джентилески. С пристигането му в Генуа той достига втора зрялост, следователно една живописна съгласуваност – плод само на едно дълго изследване, която обаче изглежда безкрайно, защото е в състояние да абсорбира различните стилове, които художникът среща в хода на своята дейност. През тези години Орацио успява да слее личния си натурализъм, преплетен с първичните късни маниеристични влияния, с аристократичния и изискан стил на Фламандската живопис от 17 век.
Охрата е сред най-използваните от него цветове и който най-много отличава стила му, по-специално за повишаване на престижа на рисуваните тъкани – друг детайл, който се превръща в артистична особеност на Орацио.

## Критичен късмет
|                                                                       |  | Млада жена с цигулка (1621 – 1624), Худ. институт на Детройт |
| Портрет на млада жена като Сибила (1620 – 1626), Худ. музей на Хюстън |  | Млада жена с цигулка (1621 – 1624), Худ. институт на Детройт |

Художник, особено ценен на времето си, той потъва в забрава през следващите векове, понеже е надминат от успеха на дъщеря си, която привлича вниманието на постмодерните критици както с обективните си живописни качества, така и защото е жена, работеща във враждебен контекст и която е жертва на трагедията на изнасилването. Характерът му, описван от близките му (писателят и биограф Джовани Бальоне и посланикът на Медичите в Рим Пиеро Гуичардини) като арогантен, обидчив, непокорен и често свадлив, също не е в негова услуга.
Сред основните преоценители на художника е Роберто Лонги, който в по-широкото си преоткриване на караваджистката живопис го определя като най-прекрасния шивач и тъкач, който някога е работил сред художниците. Още в първата си документирана творба, фреската Представянето в храма от Санта Мария Маджоре, критикът разкрива в сцената сръчност, стилистично превъзхождаща тази на другите художници, работещи в същия параклис, на която той оценява „бавната подготовка на формите“, „финността на текстурата“ и „копринената мекота на гънките“.